# Small Planet Airlines (Deutschland)
Small Planet Airlines war eine deutsche Charterfluggesellschaft mit Sitz in Berlin und Basis auf dem Flughafen Berlin-Schönefeld. Sie hat den Flugbetrieb am 31. Oktober 2018 eingestellt. Das Unternehmen war eine Tochtergesellschaft der litauischen Small Planet Group.

## Geschichte

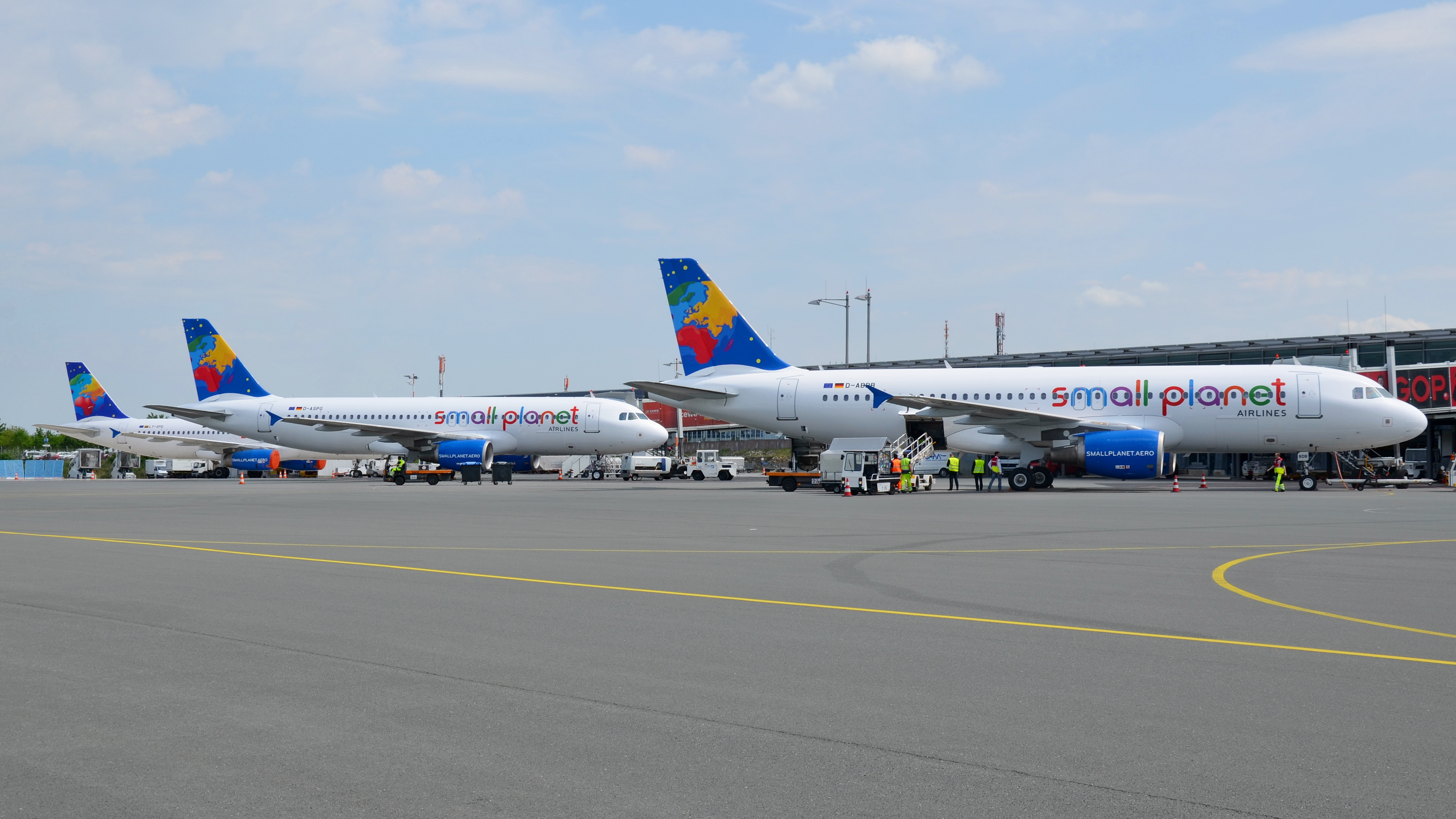
Small Planet Airlines Deutschland Flugzeuge im Flughafen Paderborn/Lippstadt (NRW)

Small Planet Airlines Deutschland wurde am 22. Mai 2015 in Berlin gegründet. Als Geschäftsführer wurden Andreas Wobig und Oliver Pawel eingesetzt, die bis Oktober 2014 noch die Geschäftsführer der ebenfalls in Berlin beheimateten Fluggesellschaft Germania waren.
Ab Oktober 2015 führte man unter anderem vom Flughafen Düsseldorf Flüge durch. Da man zu diesem Zeitpunkt jedoch noch nicht über ein deutsches Luftverkehrsbetreiberzeugnis verfügte, wurden Flugzeuge der polnischen und litauischen Small Planet Airlines genutzt.
Nach der offiziellen Einweihung der Büros in Berlin im Dezember 2015 erhielt man im Mai 2016 das deutsche Luftverkehrsbetreiberzeugnis.
Am 18. September 2018 meldete die Small Planet Airlines GmbH am Amtsgericht Charlottenburg Insolvenz in Eigenverwaltung an. Die Fluggesellschaft gab bekannt, dass der Flugbetrieb langfristig aufrechterhalten werden solle. Die Insolvenz führte zu Schwierigkeiten bei den Schwestergesellschaften, vor allem Small Planet Airlines Poland wurde von der Insolvenz getroffen; sie musste kurzfristig ihre Flotte verkleinern und am 8. Oktober 2018 ebenfalls Insolvenz nach polnischem Recht anmelden.
Im Oktober 2018 wurde bekannt, dass die Berliner Unternehmensgruppe Zeitfracht, welche bereits die Fluggesellschaft WDL Aviation und die ehemalige Air-Berlin-Tochter Leisure Cargo übernommen hatte, für Small Planet Airlines Deutschland bot. Die Gesellschaft sollte für einen symbolischen Preis veräußert und die Flotte auf vier Maschinen reduziert werden, welche im Wetlease für andere Gesellschaften betrieben werden sollten. Für die Übernahme waren jedoch Sicherheitszusagen der litauischen Muttergesellschaft notwendig, da wichtige Aufgaben, darunter CAMO, bisher von dieser übernommen wurden. Da diese Zusagen jedoch nicht gegeben werden konnten, brach Zeitfracht am 16. Oktober die Verhandlungen ab.
Durch die Insolvenz verlor Small Planet Deutschland wichtige Kunden. Zunächst stellte Thomas Cook in den Niederlanden die Zusammenarbeit ein, danach übernahm Tuifly die Flüge ab Paderborn/Lippstadt für TUI Deutschland. Später wurde bekannt, dass auch TUI die Flüge ab Leipzig/Halle zunächst von Germania durchführen lässt, bevor diese ab Februar 2019 von Condor durchgeführt werden. Ebenfalls bucht DER Touristik, die Hauptkundin für Small-Planet-Flüge ab Köln/Bonn und Hamburg, ihre Kunden auf andere Gesellschaften um.
Ende Oktober 2018 befand man sich in Verhandlungen mit der SF Aviation Holding B.V., der auch VLM Airlines Brussels gehört. Allerdings konnte bis zum 31. Oktober noch keine Einigung erzielt werden, sodass der Flugbetrieb am 1. November zunächst eingestellt wurde. Zudem wurde am 31. Oktober bereits dem Personal gekündigt. Sollte noch eine Einigung erzielt werden, könnte Small Planet Deutschland mit maximal 2 Maschinen im Winter operieren. Während man die vier Airbus A320-200 am 1. und 2. November an die Leasinggeber zurückgab, wurden die zwei Airbus A321-200 am Flughafen Paderborn/Lippstadt abgestellt, bis eine endgültige Entscheidung getroffen wird, damit eine zeitnahe Reaktivierung möglich sei. Am 2. November 2018 wurde aus Firmenkreisen bekannt, dass sich Small Planet Deutschland auch in Verhandlungen mit der türkischen Onur Air befindet.
Die Betriebsgenehmigung wurde vom Luftfahrt-Bundesamt befristet, zunächst bis zum 28. Oktober 2018, später wurde die Befristung bis zum 4. November verlängert. Der zunächst letzte planmäßige Flug landete am Mittag des 1. November 2018 in Hamburg. Am 9. November 2018 wurde bekannt, dass die SF Aviation Holding die Gesellschaft übernehmen will. Es wurde eine Vorvereinbarung, die jedoch keine Kaufverpflichtung auslöst, unterfertigt. Die Reaktivierung des Flugbetriebes muss jedoch in den nächsten 6 Monaten geschehen, da sonst das Air Operator Certificate der Gesellschaft verfalle. Ende November 2018 wurde bekannt, dass der Verkauf an die SF Aviation Holding gescheitert ist. Am 1. Dezember 2018 endete die Eigenverwaltung und das reguläre Insolvenzverfahren wurde eröffnet. Bis zum 20. Januar 2019 können Gläubiger ihre Ansprüche zur Insolvenztabelle eintragen, für den 26. Februar 2019 ist der Prüfungstermin durch das Insolvenzgericht terminiert. Rund 10.000 geschädigte Passagiere haben Entschädigungsforderungen in Höhe von rund 5 Millionen Euro gegenüber Small Planet Airlines gestellt.
Im Dezember 2019 wurde bekannt, dass das Umweltbundesamt eine Millionenstrafe gegen die insolvente Gesellschaft verhängt hat. Small Planet Airlines habe vor ihrer Insolvenz zu wenige Emissionsberechtigungen für ihren CO2-Ausstoß erworben. Die Forderung in Höhe von 10,2 Millionen Euro setzt sich aus einem Bußgeld und dem Nacherwerb der Berechtigungen zusammen.

## Flugziele
Seit Mai 2016 wurden für TUI, die FTI Group und die Thomas Cook Group Flüge unter deutscher Zulassung durchgeführt. Von den Flughäfen in Braunschweig, Bremen, Hamburg, Köln/Bonn, Münster/Osnabrück, Leipzig/Halle, Hannover, Düsseldorf und Paderborn/Lippstadt aus wurden in erster Linie Ziele im Mittelmeerraum sowie Nordafrika angeflogen. Im Auftrag der FTI Group und DER Touristik wurde ein Flugzeug am Flughafen Köln/Bonn stationiert, das im Sommerflugplan 2018 Fluggäste nach Agadir, Rhodos, Antalya, Hurghada und Marsa Alam flog. Im Juli 2018 nahm Small Planet Airlines Deutschland das Ziel Allenstein in Polen in ihr Programm auf.

## Flotte
Zum Zeitpunkt der Betriebseinstellung im November 2018 bestand die Flotte der Small Planet Airlines Deutschland aus sechs Flugzeugen mit einem Durchschnittsalter von 18,8 Jahren.
| Flugzeugtyp     | Anzahl | bestellt | Luftfahrzeugkennzeichen                        | Anmerkungen                                     | Sitzplätze |
| --------------- | ------ | -------- | ---------------------------------------------- | ----------------------------------------------- | ---------- |
| Airbus A320-200 | 4      |          | D-ASPE                                         | seit April 2019 bei GetJet im Einsatz           | 180        |
| Airbus A320-200 | 4      | D-ASPF   |                                                | seit April 2019 bei GetJet im Einsatz           | 180        |
| Airbus A320-200 | 4      | D-ASPI   | wird in Goodyear, Arizona zerlegt              |                                                 | 180        |
| Airbus A320-200 | 4      | D-ASPK   | seit Mai 2019 bei Windrose Aviation im Einsatz |                                                 | 180        |
| Airbus A321-200 | 2      |          | D-ASPC                                         | wurde Mitte 2019 in Paderborn/Lippstadt zerlegt | 220        |
| Airbus A321-200 | 2      | D-ASPD   | seit Mai 2019 bei Air Moldova im Einsatz       |                                                 | 220        |
| Gesamt          | 2      |          |                                                |                                                 |            |

Darüber hinaus kamen verschiedene Maschinen der Schwestergesellschaften und von ACMI-Anbietern zum Einsatz.

## Zwischenfälle
Small Planet Airlines Deutschland verzeichnete in ihrer Geschichte keine Zwischenfälle mit Verletzten oder den Verlust von Flugzeugen, jedoch wurde ein Triebwerk des Airbus A321-200 mit dem Kennzeichen D-ASPC am 6. Juni 2018 bei der Landung auf dem Flughafen Marsa Alam durch ein fremdes Objekt beschädigt. Daraufhin fiel die Maschine für rund drei Monate in der Hauptsaison aus, da die Small Planet Group kein Ersatztriebwerk organisieren konnte. Dieser Zwischenfall und dessen Folgen trugen maßgeblich zur Insolvenz der Gesellschaft bei.

## Kritik
Im Jahr 2018 kam es des Öfteren zu massiven Flugverspätungen und Flugausfällen. Passagiere mussten dabei Verzögerungen von mehreren Tagen in Kauf nehmen. Mit dem Verspätungsrekord von über 70 Stunden und weiteren häufigen Verspätungen zwischen 24 und 52 Stunden zählt die Airline neben Joon, Twin Jet und Hop! zu den unpünktlichsten bzw. flugausfallträchtigsten Fluggesellschaften in Europa.